# Ensayo no destructivo
Se denomina ensayo no destructivo (END; en inglés, NDT, de nondestructive testing) a cualquier tipo de prueba practicada a un material que no altere de forma permanente sus propiedades físicas, químicas, mecánicas o dimensionales. Los ensayos no destructivos se oponen a los ensayos destructivos en que implican un daño imperceptible o nulo. Los diferentes métodos se basan en la aplicación de fenómenos físicos tales como ondas electromagnéticas, acústicas, elásticas, emisión de partículas subatómicas, capilaridad, absorción y cualquier tipo de prueba que no implique un daño considerable a la muestra examinada.[cita requerida]
Los términos inspección no destructiva, prueba no destructiva, examinación no destructiva y evaluación no destructiva se emplean habitualmente como sinónimos.[cita requerida]
En general, los ensayos no destructivos proveen datos menos exactos acerca del estado de la variable a medir que los ensayos destructivos. Sin embargo, suelen ser más baratos para el propietario de la pieza a examinar, ya que no implican la destrucción de la misma. En ocasiones, los ensayos no destructivos buscan únicamente verificar la homogeneidad y continuidad del material analizado, por lo que se complementan con los datos provenientes de los ensayos destructivos.[cita requerida]
La amplia aplicación de los métodos de ensayos no destructivos en materiales se encuentran resumidas en los tres grupos siguientes:
- Defectología. Permite la detección de discontinuidades, evaluación de la corrosión y deterioro por agentes ambientales; determinación de tensiones; detección de fugas.
- Caracterización. Evaluación de las características químicas, estructurales, mecánicas y tecnológicas de los materiales; propiedades físicas (elásticas, eléctricas y electromagnéticas); transferencias de calor y trazado de isotermas.[cita requerida]
- Metrología. Control de espesores; medidas de espesores por un solo lado, medidas de espesores de recubrimiento; niveles de llenado.

## Antecedentes
Los ensayos no destructivos se han practicado por muchas décadas. Se tiene registro desde 1868 cuando se comenzó a trabajar con campos magnéticos. Uno de los métodos más utilizados fue la detección de grietas superficiales en ruedas y ejes de ferrocarril. Las piezas eran sumergidas en aceite, y después se limpiaban y se esparcían con un polvo. Cuando una grieta estaba presente, el aceite que se había filtrado en la discontinuidad, mojaba el polvo que se había esparcido, indicando que el componente estaba dañado. Esto condujo a formular nuevos aceites que serían utilizados específicamente para realizar éstas y otras inspecciones, y esta técnica de inspección ahora se llama prueba por líquidos penetrantes (PT).
Sin embargo, con el desarrollo de los procesos de producción, la detección de discontinuidades ya no era suficiente. Era necesario también contar con información cuantitativa sobre el tamaño de la discontinuidad, para utilizarla como fuente de información, con el fin de realizar cálculos matemáticos y poder predecir así la vida mecánica de un componente. Estas necesidades condujeron a la aparición de la Evaluación No Destructiva (NDE) como nueva disciplina. A raíz de esta revolución tecnológica se suscitarían en el campo de las PND una serie de acontecimientos que establecerían su condición actual.
En el año de 1941 se funda la Sociedad Estadounidense de Ensayos No Destructivos (ASNT por sus siglas en inglés), que es la sociedad técnica más grande en el mundo de pruebas no destructivas. Esta sociedad es promotora del intercambio de información técnica sobre las PND, así como de materiales educativos y programas. Es también creadora de estándares y servicios para la calificación y certificación de personal que realiza ensayos no destructivos, bajo el esquema estadounidense.
A continuación se proporcionan una serie de fechas relacionadas con acontecimientos históricos, descubrimientos, avances y aplicaciones, de algunas pruebas no destructivas.
- 1868: Primer intento de trabajar con los campos magnéticos
- 1879: David Hughes establece un campo de prueba
- 1879: David Hughes estudia las corrientes de Foucault
- 1895: Wilhelm Röntgen estudia el tubo de rayos catódicos
- 1895: Wilhelm Röntgen descubre los rayos X
- 1896: Henri Becquerel descubre los rayos gamma
- 1900: Inicio de los líquidos penetrantes en FFCC
- 1911: ASTM establece el comité de la técnica de MT
- 1928: Uso industrial de los campos magnéticos
- 1930: Theodore Zuschlag obtiene una patente basada en corrientes de Foucault[cita requerida]
- 1931: Primer sistema industrial instalado basado en corrientes de Foucault
- 1941: Aparecen los líquidos fluorescentes
- 1945: Dr. Floyd Firestone trabaja con ultrasonidos
- 1947: Dr. Elmer Sperry aplica las pruebas con ultrasonidos en la industria

La entidad que reúne a todas las instituciones debidamente constituidas es el Comité Internacional de Ensayos No Destructivos (ICNDT, por sus siglas en inglés) con sede en Viena.
La globalización en los mercados mundiales ha marcado el desarrollo de los ensayos no destructivos, los cuales tienen ya un alcance en cada rincón del planeta, y actualmente existen sociedades de ensayos no destructivos en la mayoría de los países como por ejemplo, La Sociedad Argentina de Ensayos No Destructivos (AAENDE), El Instituto Australiano para Ensayos No Destructivos (AINDT), La Sociedad Austriaca de Ensayos No Destructivos (OGFZP), La Asociación Belga de Ensayos No Destructivos (BANT), La Sociedad Brasileña de Ensayos No Destructivos (ABENDE), La Sociedad Canadiense de Ensayos No destructivos (CSNDT), La Sociedad China para Ensayos No Destructivos (ChSNDT), El Instituto Mexicano de Ensayos No Destructivos A.C. (IMENDE A.C.), Asociación Mexicana de Ensayos No Destructivos (AMEXEND A.C.).

## Aplicaciones
Los ensayos no destructivos se utilizan en una variedad de ramas que cubren una gran gama de actividades industriales.
- En la industria automotriz:
  - Partes de motores
  - Chasis

- En aviación e industria aeroespacial:
  - Exteriores
    - Chasis

  - Plantas generadoras
    - Motores a reacción
    - Cohetes espaciales

- En construcción:
  - Ensayos de integridad en pilotes y pantallas
  - Estructuras
  - Puentes

- En manufactura:
  - Partes de máquinas

- En ingeniería nuclear:
  - Recipientes bajo presión

- En petroquímica:
  - Transporte por tuberías
  - Tanques de almacenamiento

- Misceláneos
  - Atracciones de parques de diversiones
  - Conservación-restauración de obras de arte.

## Métodos y técnicas
La clasificación de las pruebas no destructivas se basa en la posición en donde se localizan las discontinuidades que pueden ser detectadas, por lo que se clasifican en:

### Pruebas no destructivas superficiales
Estas pruebas proporcionan información acerca de la sanidad superficial de los materiales inspeccionados. Los métodos de PND superficiales son:
- VT – Inspección visual
- PT – Líquidos penetrantes
- MT – Partículas magnéticas
- ET – Electromagnetismo

En el caso de utilizar VT y PT se tiene la limitante para detectar únicamente discontinuidades superficiales (abiertas a la superficie); y con MT y ET se tiene la posibilidad de detectar tanto discontinuidades superficiales como sub-superficiales (las que se encuentran debajo de la superficie pero muy cercanas a ella).

### Pruebas no destructivas volumétricas
Estas pruebas proporcionan información acerca de la sanidad interna de los materiales inspeccionados. Los métodos de PND volumétricos son:
- RT – Radiografía industrial
- UT – Ultrasonido industrial
- AE – Emisión acústica

Estos métodos permiten la detección de discontinuidades internas y sub-superficiales, así como bajo ciertas condiciones, la detección de discontinuidades superficiales.

### Pruebas no destructivas de hermeticidad
Estas pruebas proporcionan información del grado en que pueden ser contenidos los fluidos en recipientes, sin que escapen a la atmósfera o queden fuera de control. Los métodos de PND de hermeticidad son:
- Pruebas de fuga
- Pruebas por cambio de presión (neumática o hidrostática).
- Pruebas de burbuja
- Pruebas por espectrómetro de masas
- Pruebas de fuga con rastreadores de halógeno

## Ensayos no destructivos comunes
- ACFM (Alternative Current Field Measurement)
- Análisis de aceite
- Análisis de vibraciones
- Análisis de ruido
- Corrientes inducidas
- Ferrografía
- Inspección por líquidos penetrantes
- Inspección por partículas magnéticas
- Inspección de soldaduras
- Inspección por ultrasonido
- Pérdida de flujo magnético
- Radiografía
- Termografía
- Ultrasonido
- Ensayos de integridad en pilotes y pantallas
- Impedancia mecánica en cimentaciones profundas
- Transparencia sónica en cimentaciones profundas